# (1942) Jablunka
(1942) Jablunka (1972 SA) – planetoida z pasa głównego asteroid okrążająca Słońce w ciągu 3,53 lat w średniej odległości 2,32 j.a. Odkryta 30 września 1972 roku.